# Dick Lammi
Eugene Richard "Dick" Lammi (Red Lodge (Montana), 15 januari 1909 – San Francisco, 29 november 1969) was een Amerikaanse jazz-banjospeler, tubaïst en bassist in de dixieland-jazz.
Lammi speelde in de tweede helft van de jaren twintig als banjoïst in verschillende groepen in de Pacific Northwest. Hierna vestigde hij zich in Portland, Oregon, waar hij contrabas speelde. In 1936 verhuisde hij naar San Francisco, waar hij naast bas ook tuba ging spelen. Van 1941 tot 1950 was hij lid van de groep van Lu Watters, de Yerba Buena Jazz Band, waarmee hij ook veel opnam. In de jaren vijftig werkte hij samen met Bob Scobey, Turk Murphy, Wally Rose en Clancy Hayes. Vanaf het begin van de jaren zestig is weinig meer van hem vernomen. Hij overleed in 1969 op 60-jarige leeftijd.
Lammi is te horen op opnames van onder meer Jelly Roll Morton, Sidney Bechet en Lotte Lenya.